# Eschborn-Francfort 2022
La 59e édition de l'Eschborn-Francfort (Grand Prix de Francfort) a lieu le 1er mai 2022. La course fait partie du calendrier UCI World Tour 2022 en catégorie 1.UWT.

## Équipes
| WorldTeams (11)- AG2R Citroën Team - Bahrain Victorious - Bora-Hansgrohe - Cofidis - EF Education-EasyPost - Intermarché-Wanty-Gobert Matériaux - Israel-Premier Tech - Lotto-Soudal - Team DSM - Trek-Segafredo - UAE Team Emirates ProTeams (8)- Alpecin-Fenix - Arkéa-Samsic - B&B Hotels-KTM - Bingoal Pauwels Sauces WB - Burgos-BH - Sport Vlaanderen-Baloise - TotalEnergies - Uno-X Pro Cycling Team |
| |

## Classement final
| \| Classement général \| Classement général \| Classement général \| Classement général \| Classement général \| \| Coureur \| Coureur \| Pays \| Équipe \| Temps \| \| ------------------ \| ------------------ \| ------------------ \| ---------------------------------- \| ------------------ \| \| 1er \| Sam Bennett \| Irlande \| Bora-Hansgrohe \| 4 h 27 min 52 s \| \| 2e \| Fernando Gaviria \| Colombie \| UAE Team Emirates \| + 0 s \| \| 3e \| Alexander Kristoff \| Norvège \| Intermarché-Wanty-Gobert Matériaux \| + 0 s \| \| 4e \| Phil Bauhaus \| Allemagne \| Bahrain Victorious \| + 0 s \| \| 5e \| Danny van Poppel \| Pays-Bas \| Bora-Hansgrohe \| + 0 s \| \| 6e \| Edward Theuns \| Belgique \| Trek-Segafredo \| + 0 s \| \| 7e \| Arnaud De Lie \| Belgique \| Lotto-Soudal \| + 0 s \| \| 8e \| Simone Consonni \| Italie \| Cofidis \| + 0 s \| \| 9e \| Piet Allegaert \| Belgique \| Cofidis \| + 0 s \| \| 10e \| Lorrenzo Manzin \| France \| TotalEnergies \| + 0 s \| |                    |           |                                    |                 |
| |                    |           |                                    |                 |
| Sources : ProCyclingStats Cycling Quotient Cycling Archives |                    |           |                                    |                 |
| Classement général |                    |           |                                    |                 |
| Coureur | Coureur            | Pays      | Équipe                             | Temps           |
| 1er | Sam Bennett        | Irlande   | Bora-Hansgrohe                     | 4 h 27 min 52 s |
| 2e | Fernando Gaviria   | Colombie  | UAE Team Emirates                  | + 0 s           |
| 3e | Alexander Kristoff | Norvège   | Intermarché-Wanty-Gobert Matériaux | + 0 s           |
| 4e | Phil Bauhaus       | Allemagne | Bahrain Victorious                 | + 0 s           |
| 5e | Danny van Poppel   | Pays-Bas  | Bora-Hansgrohe                     | + 0 s           |
| 6e | Edward Theuns      | Belgique  | Trek-Segafredo                     | + 0 s           |
| 7e | Arnaud De Lie      | Belgique  | Lotto-Soudal                       | + 0 s           |
| 8e | Simone Consonni    | Italie    | Cofidis                            | + 0 s           |
| 9e | Piet Allegaert     | Belgique  | Cofidis                            | + 0 s           |
| 10e | Lorrenzo Manzin    | France    | TotalEnergies                      | + 0 s           |

### Classements UCI
La course attribue des points au classement mondial UCI 2022 selon le barème suivant :
| Position           | 1er | 2e  | 3e  | 4e  | 5e  | 6e  | 7e | 8e | 9e | 10e | 11e | 12e | 13e | 14e | 15e à 20e | 21e à 30e | 31e à 50e | 51e à 55e | 56e à 60e |
| Classement général | 300 | 250 | 215 | 175 | 120 | 115 | 95 | 75 | 60 | 50  | 40  | 35  | 30  | 25  | 20        | 12        | 5         | 2         | 1         |

## Liste des participants
| Légende | Légende                                                                    | Légende | Légende                                                    |
| ------- | -------------------------------------------------------------------------- | ------- | ---------------------------------------------------------- |
| Num     | Dossard de départ porté par le coureur sur cet Eschborn-Francfort          | Pos     | Position à l'arrivée de la course                          |
|         | Indique un maillot de champion national ou mondial, suivi de sa spécialité | NP      | Indique un coureur qui n'a pas pris le départ de la course |
| AB      | Indique un coureur qui n'a pas terminé la course                           | HD      | Indique un coureur qui a terminé la course hors des délais |
| DSQ     | Indique un coureur qui a été disqualifié de la course                      |         |                                                            |

| Alpecin-Fenix AFC | Alpecin-Fenix AFC              | Alpecin-Fenix AFC |
| ----------------- | ------------------------------ | ----------------- |
| Num               | Coureur                        | Pos               |
| 1                 | Jasper Philipsen (BEL)         | 11e               |
| 2                 | Silvan Dillier (SUI)           | 67e               |
| 3                 | Kristian Sbaragli (ITA)        | 25e               |
| 4                 | Robert Stannard (AUS)          | 33e               |
| 5                 | Lionel Taminiaux (BEL)         | 109e              |
| 6                 | Guillaume Van Keirsbulck (BEL) | AB                |
| 7                 | Julien Vermote (BEL)           | 108e              |

| Team DSM DSM | Team DSM DSM             | Team DSM DSM |
| ------------ | ------------------------ | ------------ |
| Num          | Coureur                  | Pos          |
| 11           | Marius Mayrhofer (GER)   | 83e          |
| 12           | John Degenkolb (GER)     | 22e          |
| 13           | Cees Bol (NED)           | 49e          |
| 14           | Nico Denz (GER)          | 102e         |
| 15           | Mark Donovan (GBR)       | 44e          |
| 16           | Leon Heinschke (GER)     | AB           |
| 17           | Frederik Rodenberg (DEN) | AB           |

| Intermarché-Wanty-Gobert Matériaux IWG | Intermarché-Wanty-Gobert Matériaux IWG | Intermarché-Wanty-Gobert Matériaux IWG |
| -------------------------------------- | -------------------------------------- | -------------------------------------- |
| Num                                    | Coureur                                | Pos                                    |
| 21                                     | Alexander Kristoff (NOR)               | 3e                                     |
| 22                                     | Aimé De Gendt (BEL)                    | 81e                                    |
| 23                                     | Tom Devriendt (BEL)                    | 76e                                    |
| 24                                     | Sven Erik Bystrøm (NOR)                | 79e                                    |
| 25                                     | Biniam Girmay (ERI)                    | 38e                                    |
| 26                                     | Barnabás Peák (HUN)                    | 80e                                    |
| 27                                     | Georg Zimmermann (GER)                 | 42e                                    |

| Bora-Hansgrohe BOH | Bora-Hansgrohe BOH     | Bora-Hansgrohe BOH |
| ------------------ | ---------------------- | ------------------ |
| Num                | Coureur                | Pos                |
| 31                 | Sam Bennett (IRL)      | 1er                |
| 32                 | Matteo Fabbro (ITA)    | 75e                |
| 33                 | Marco Haller (AUT)     | 85e                |
| 34                 | Jonas Koch (GER)       | AB                 |
| 35                 | Nils Politt (GER)      | 61e                |
| 36                 | Danny van Poppel (NED) | 5e                 |
| 37                 | Ben Zwiehoff (GER)     | 72e                |

| Bahrain Victorious TBV | Bahrain Victorious TBV  | Bahrain Victorious TBV |
| ---------------------- | ----------------------- | ---------------------- |
| Num                    | Coureur                 | Pos                    |
| 41                     | Phil Bauhaus (GER)      | 4e                     |
| 42                     | Yukiya Arashiro (JPN)   | 66e                    |
| 43                     | Feng Chun-kai (TPE)     | AB                     |
| 44                     | Filip Maciejuk (POL)    | 51e                    |
| 45                     | Jasha Sütterlin (GER)   | 60e                    |
| 46                     | Fred Wright (GBR)       | 40e                    |
| 47                     | Edoardo Zambanini (ITA) | 43e                    |

| UAE Team Emirates UAD | UAE Team Emirates UAD      | UAE Team Emirates UAD |
| --------------------- | -------------------------- | --------------------- |
| Num                   | Coureur                    | Pos                   |
| 51                    | Fernando Gaviria (COL)     | 2e                    |
| 52                    | Alexys Brunel (FRA)        | 88e                   |
| 53                    | Vegard Stake Laengen (NOR) | 57e                   |
| 54                    | Maximiliano Richeze (ARG)  | 105e                  |
| 55                    | Joël Suter (SUI)           | 63e                   |
| 56                    | Oliviero Troia (ITA)       | 91e                   |

| Israel-Premier Tech IPT | Israel-Premier Tech IPT | Israel-Premier Tech IPT |
| ----------------------- | ----------------------- | ----------------------- |
| Num                     | Coureur                 | Pos                     |
| 61                      | Giacomo Nizzolo (ITA)   | 18e                     |
| 62                      | Jenthe Biermans (BEL)   | 59e                     |
| 63                      | Matthias Brändle (AUT)  | 112e                    |
| 64                      | Alex Dowsett (GBR)      | 81e                     |
| 65                      | Tom Van Asbroeck (BEL)  | 111e                    |
| 66                      | Rick Zabel (GER)        | 65e                     |
| 67                      | Omer Goldstein (ISR)    | 55e                     |

| EF Education-EasyPost EFE | EF Education-EasyPost EFE | EF Education-EasyPost EFE |
| ------------------------- | ------------------------- | ------------------------- |
| Num                       | Coureur                   | Pos                       |
| 71                        | Marijn van den Berg (NED) | 15e                       |
| 72                        | Owain Doull (GBR)         | 39e                       |
| 73                        | Jens Keukeleire (BEL)     | AB                        |
| 74                        | Hideto Nakane (JPN)       | 99e                       |
| 75                        | Jonas Rutsch (GER)        | 27e                       |
| 76                        | Julius van den Berg (NED) | 71e                       |
| 77                        | Łukasz Wiśniowski (POL)   | AB                        |

| Uno-X Pro Cycling Team UXT | Uno-X Pro Cycling Team UXT  | Uno-X Pro Cycling Team UXT |
| -------------------------- | --------------------------- | -------------------------- |
| Num                        | Coureur                     | Pos                        |
| 81                         | Niklas Larsen (DEN)         | 56e                        |
| 82                         | Anders Johannessen (NOR)    | 86e                        |
| 83                         | Morten Hulgaard (DEN)       | 70e                        |
| 84                         | Anders Skaarseth (NOR)      | 62e                        |
| 85                         | Syver Wærsted (NOR)         | 54e                        |
| 86                         | Jonas Gregaard Wilsly (DEN) | 73e                        |
| 87                         | Jonas Abrahamsen (NOR)      | 68e                        |

| Cofidis COF | Cofidis COF               | Cofidis COF |
| ----------- | ------------------------- | ----------- |
| Num         | Coureur                   | Pos         |
| 91          | Simone Consonni (ITA)     | 8e          |
| 92          | Piet Allegaert (BEL)      | 9e          |
| 93          | Davide Cimolai (ITA)      | 77e         |
| 94          | Wesley Kreder (NED)       | 78e         |
| 95          | Pierre-Luc Périchon (FRA) | 87e         |
| 96          | Alexis Renard (FRA)       | 113e        |
| 97          | Szymon Sajnok (POL)       | 115e        |

| Arkéa-Samsic ARK | Arkéa-Samsic ARK        | Arkéa-Samsic ARK |
| ---------------- | ----------------------- | ---------------- |
| Num              | Coureur                 | Pos              |
| 101              | Hugo Hofstetter (FRA)   | 107e             |
| 102              | Winner Anacona (COL)    | 69e              |
| 103              | Anthony Delaplace (FRA) | 31e              |
| 104              | Kévin Ledanois (FRA)    | 116e             |
| 105              | Daniel McLay (GBR)      | 16e              |
| 106              | Laurent Pichon (FRA)    | 29e              |
| 107              | Alan Riou (FRA)         | 98e              |

| AG2R Citroën Team ACT | AG2R Citroën Team ACT | AG2R Citroën Team ACT |
| --------------------- | --------------------- | --------------------- |
| Num                   | Coureur               | Pos                   |
| 111                   | Andrea Vendrame (ITA) | 17e                   |
| 112                   | Jaakko Hänninen (FIN) | 50e                   |
| 113                   | Paul Lapeira (FRA)    | 46e                   |
| 114                   | Antoine Raugel (FRA)  | 36e                   |
| 115                   | Marc Sarreau (FRA)    | AB                    |
| 116                   | Damien Touzé (FRA)    | 35e                   |
| 117                   | Gijs Van Hoecke (BEL) | 36e                   |

| TotalEnergies TEN | TotalEnergies TEN         | TotalEnergies TEN |
| ----------------- | ------------------------- | ----------------- |
| Num               | Coureur                   | Pos               |
| 121               | Niccolò Bonifazio (ITA)   | 93e               |
| 122               | Fabien Doubey (FRA)       | 20e               |
| 123               | Sandy Dujardin (FRA)      | 14e               |
| 124               | Valentin Ferron (FRA)     | 52e               |
| 125               | Christopher Lawless (GBR) | 106e              |
| 126               | Lorrenzo Manzin (FRA)     | 10e               |
| 127               | Juraj Sagan (SVK)         | 103e              |

| Lotto-Soudal LTS | Lotto-Soudal LTS                  | Lotto-Soudal LTS |
| ---------------- | --------------------------------- | ---------------- |
| Num              | Coureur                           | Pos              |
| 131              | Arnaud De Lie (BEL)               | 7e               |
| 132              | Thomas De Gendt (BEL)             | 74e              |
| 133              | Carlos Barbero (ESP)              | 95e              |
| 134              | Reinardt Janse van Rensburg (RSA) | 21e              |
| 135              | Filippo Conca (ITA)               | AB               |
| 136              | Rüdiger Selig (GER)               | AB               |
| 137              | Maxim Van Gils (BEL)              | 48e              |

| Sport Vlaanderen-Baloise SVB | Sport Vlaanderen-Baloise SVB | Sport Vlaanderen-Baloise SVB |
| ---------------------------- | ---------------------------- | ---------------------------- |
| Num                          | Coureur                      | Pos                          |
| 141                          | Rune Herregodts (BEL)        | 19e                          |
| 142                          | Jenno Berckmoes (BEL)        | 23e                          |
| 143                          | Alex Colman (BEL)            | 64e                          |
| 144                          | Gilles De Wilde (BEL)        | 34e                          |
| 145                          | Jens Reynders (BEL)          | 90e                          |
| 146                          | Aaron Van Poucke (BEL)       | 104e                         |
| 147                          | Sasha Weemaes (BEL)          | 89e                          |

| Trek-Segafredo TFS | Trek-Segafredo TFS   | Trek-Segafredo TFS |
| ------------------ | -------------------- | ------------------ |
| Num                | Coureur              | Pos                |
| 151                | Edward Theuns (BEL)  | 6e                 |
| 152                | Tony Gallopin (FRA)  | 13e                |
| 153                | Daan Hoole (NED)     | AB                 |
| 154                | Emīls Liepiņš (LAT)  | AB                 |
| 155                | Jacopo Mosca (ITA)   | 53e                |
| 156                | Simon Pellaud (SUI)  | 41e                |
| 157                | Otto Vergaerde (BEL) | 84e                |

| Bingoal Pauwels Sauces WB BWB | Bingoal Pauwels Sauces WB BWB | Bingoal Pauwels Sauces WB BWB |
| ----------------------------- | ----------------------------- | ----------------------------- |
| Num                           | Coureur                       | Pos                           |
| 161                           | Tom Paquot (BEL)              | 32e                           |
| 162                           | Louis Blouwe (BEL)            | 30e                           |
| 163                           | Cériel Desal (BEL)            | 100e                          |
| 164                           | Johan Meens (BEL)             | AB                            |
| 165                           | Laurenz Rex (BEL)             | 110e                          |
| 166                           | Quentin Venner (BEL)          | AB                            |
| 167                           | Tom Wirtgen (LUX)             | 47e                           |

| B&B Hotels-KTM BBK | B&B Hotels-KTM BBK          | B&B Hotels-KTM BBK |
| ------------------ | --------------------------- | ------------------ |
| Num                | Coureur                     | Pos                |
| 171                | Pierre Barbier (FRA)        | 97e                |
| 172                | Cyril Gautier (FRA)         | 28e                |
| 173                | Jonathan Hivert (FRA)       | 45e                |
| 174                | Pierre Rolland (FRA)        | 58e                |
| 175                | Sebastian Schönberger (AUT) | 24e                |
| 176                | Jordi Warlop (BEL)          | 12e                |

| Burgos-BH BBH | Burgos-BH BBH                  | Burgos-BH BBH |
| ------------- | ------------------------------ | ------------- |
| Num           | Coureur                        | Pos           |
| 181           | Jetse Bol (NED)                | 26e           |
| 182           | Ángel Fuentes (ESP)            | 96e           |
| 183           | Juan Antonio López-Cózar (ESP) | 94e           |
| 184           | Alex Molenaar (NED)            | 37e           |
| 185           | Felipe Orts (ESP)              | 101e          |
| 186           | Óscar Pelegrí (ESP)            | 92e           |
| 187           | Mihkel Räim (EST)              | AB            |

| Alpecin-Fenix AFC | Alpecin-Fenix AFC              | Alpecin-Fenix AFC |
| ----------------- | ------------------------------ | ----------------- |
| Num               | Coureur                        | Pos               |
| 1                 | Jasper Philipsen (BEL)         | 11e               |
| 2                 | Silvan Dillier (SUI)           | 67e               |
| 3                 | Kristian Sbaragli (ITA)        | 25e               |
| 4                 | Robert Stannard (AUS)          | 33e               |
| 5                 | Lionel Taminiaux (BEL)         | 109e              |
| 6                 | Guillaume Van Keirsbulck (BEL) | AB                |
| 7                 | Julien Vermote (BEL)           | 108e              |

| Team DSM DSM | Team DSM DSM             | Team DSM DSM |
| ------------ | ------------------------ | ------------ |
| Num          | Coureur                  | Pos          |
| 11           | Marius Mayrhofer (GER)   | 83e          |
| 12           | John Degenkolb (GER)     | 22e          |
| 13           | Cees Bol (NED)           | 49e          |
| 14           | Nico Denz (GER)          | 102e         |
| 15           | Mark Donovan (GBR)       | 44e          |
| 16           | Leon Heinschke (GER)     | AB           |
| 17           | Frederik Rodenberg (DEN) | AB           |

| Intermarché-Wanty-Gobert Matériaux IWG | Intermarché-Wanty-Gobert Matériaux IWG | Intermarché-Wanty-Gobert Matériaux IWG |
| -------------------------------------- | -------------------------------------- | -------------------------------------- |
| Num                                    | Coureur                                | Pos                                    |
| 21                                     | Alexander Kristoff (NOR)               | 3e                                     |
| 22                                     | Aimé De Gendt (BEL)                    | 81e                                    |
| 23                                     | Tom Devriendt (BEL)                    | 76e                                    |
| 24                                     | Sven Erik Bystrøm (NOR)                | 79e                                    |
| 25                                     | Biniam Girmay (ERI)                    | 38e                                    |
| 26                                     | Barnabás Peák (HUN)                    | 80e                                    |
| 27                                     | Georg Zimmermann (GER)                 | 42e                                    |

| Bora-Hansgrohe BOH | Bora-Hansgrohe BOH     | Bora-Hansgrohe BOH |
| ------------------ | ---------------------- | ------------------ |
| Num                | Coureur                | Pos                |
| 31                 | Sam Bennett (IRL)      | 1er                |
| 32                 | Matteo Fabbro (ITA)    | 75e                |
| 33                 | Marco Haller (AUT)     | 85e                |
| 34                 | Jonas Koch (GER)       | AB                 |
| 35                 | Nils Politt (GER)      | 61e                |
| 36                 | Danny van Poppel (NED) | 5e                 |
| 37                 | Ben Zwiehoff (GER)     | 72e                |

| Bahrain Victorious TBV | Bahrain Victorious TBV  | Bahrain Victorious TBV |
| ---------------------- | ----------------------- | ---------------------- |
| Num                    | Coureur                 | Pos                    |
| 41                     | Phil Bauhaus (GER)      | 4e                     |
| 42                     | Yukiya Arashiro (JPN)   | 66e                    |
| 43                     | Feng Chun-kai (TPE)     | AB                     |
| 44                     | Filip Maciejuk (POL)    | 51e                    |
| 45                     | Jasha Sütterlin (GER)   | 60e                    |
| 46                     | Fred Wright (GBR)       | 40e                    |
| 47                     | Edoardo Zambanini (ITA) | 43e                    |

| UAE Team Emirates UAD | UAE Team Emirates UAD      | UAE Team Emirates UAD |
| --------------------- | -------------------------- | --------------------- |
| Num                   | Coureur                    | Pos                   |
| 51                    | Fernando Gaviria (COL)     | 2e                    |
| 52                    | Alexys Brunel (FRA)        | 88e                   |
| 53                    | Vegard Stake Laengen (NOR) | 57e                   |
| 54                    | Maximiliano Richeze (ARG)  | 105e                  |
| 55                    | Joël Suter (SUI)           | 63e                   |
| 56                    | Oliviero Troia (ITA)       | 91e                   |

| Israel-Premier Tech IPT | Israel-Premier Tech IPT | Israel-Premier Tech IPT |
| ----------------------- | ----------------------- | ----------------------- |
| Num                     | Coureur                 | Pos                     |
| 61                      | Giacomo Nizzolo (ITA)   | 18e                     |
| 62                      | Jenthe Biermans (BEL)   | 59e                     |
| 63                      | Matthias Brändle (AUT)  | 112e                    |
| 64                      | Alex Dowsett (GBR)      | 81e                     |
| 65                      | Tom Van Asbroeck (BEL)  | 111e                    |
| 66                      | Rick Zabel (GER)        | 65e                     |
| 67                      | Omer Goldstein (ISR)    | 55e                     |

| EF Education-EasyPost EFE | EF Education-EasyPost EFE | EF Education-EasyPost EFE |
| ------------------------- | ------------------------- | ------------------------- |
| Num                       | Coureur                   | Pos                       |
| 71                        | Marijn van den Berg (NED) | 15e                       |
| 72                        | Owain Doull (GBR)         | 39e                       |
| 73                        | Jens Keukeleire (BEL)     | AB                        |
| 74                        | Hideto Nakane (JPN)       | 99e                       |
| 75                        | Jonas Rutsch (GER)        | 27e                       |
| 76                        | Julius van den Berg (NED) | 71e                       |
| 77                        | Łukasz Wiśniowski (POL)   | AB                        |

| Uno-X Pro Cycling Team UXT | Uno-X Pro Cycling Team UXT  | Uno-X Pro Cycling Team UXT |
| -------------------------- | --------------------------- | -------------------------- |
| Num                        | Coureur                     | Pos                        |
| 81                         | Niklas Larsen (DEN)         | 56e                        |
| 82                         | Anders Johannessen (NOR)    | 86e                        |
| 83                         | Morten Hulgaard (DEN)       | 70e                        |
| 84                         | Anders Skaarseth (NOR)      | 62e                        |
| 85                         | Syver Wærsted (NOR)         | 54e                        |
| 86                         | Jonas Gregaard Wilsly (DEN) | 73e                        |
| 87                         | Jonas Abrahamsen (NOR)      | 68e                        |

| Cofidis COF | Cofidis COF               | Cofidis COF |
| ----------- | ------------------------- | ----------- |
| Num         | Coureur                   | Pos         |
| 91          | Simone Consonni (ITA)     | 8e          |
| 92          | Piet Allegaert (BEL)      | 9e          |
| 93          | Davide Cimolai (ITA)      | 77e         |
| 94          | Wesley Kreder (NED)       | 78e         |
| 95          | Pierre-Luc Périchon (FRA) | 87e         |
| 96          | Alexis Renard (FRA)       | 113e        |
| 97          | Szymon Sajnok (POL)       | 115e        |

| Arkéa-Samsic ARK | Arkéa-Samsic ARK        | Arkéa-Samsic ARK |
| ---------------- | ----------------------- | ---------------- |
| Num              | Coureur                 | Pos              |
| 101              | Hugo Hofstetter (FRA)   | 107e             |
| 102              | Winner Anacona (COL)    | 69e              |
| 103              | Anthony Delaplace (FRA) | 31e              |
| 104              | Kévin Ledanois (FRA)    | 116e             |
| 105              | Daniel McLay (GBR)      | 16e              |
| 106              | Laurent Pichon (FRA)    | 29e              |
| 107              | Alan Riou (FRA)         | 98e              |

| AG2R Citroën Team ACT | AG2R Citroën Team ACT | AG2R Citroën Team ACT |
| --------------------- | --------------------- | --------------------- |
| Num                   | Coureur               | Pos                   |
| 111                   | Andrea Vendrame (ITA) | 17e                   |
| 112                   | Jaakko Hänninen (FIN) | 50e                   |
| 113                   | Paul Lapeira (FRA)    | 46e                   |
| 114                   | Antoine Raugel (FRA)  | 36e                   |
| 115                   | Marc Sarreau (FRA)    | AB                    |
| 116                   | Damien Touzé (FRA)    | 35e                   |
| 117                   | Gijs Van Hoecke (BEL) | 36e                   |

| TotalEnergies TEN | TotalEnergies TEN         | TotalEnergies TEN |
| ----------------- | ------------------------- | ----------------- |
| Num               | Coureur                   | Pos               |
| 121               | Niccolò Bonifazio (ITA)   | 93e               |
| 122               | Fabien Doubey (FRA)       | 20e               |
| 123               | Sandy Dujardin (FRA)      | 14e               |
| 124               | Valentin Ferron (FRA)     | 52e               |
| 125               | Christopher Lawless (GBR) | 106e              |
| 126               | Lorrenzo Manzin (FRA)     | 10e               |
| 127               | Juraj Sagan (SVK)         | 103e              |

| Lotto-Soudal LTS | Lotto-Soudal LTS                  | Lotto-Soudal LTS |
| ---------------- | --------------------------------- | ---------------- |
| Num              | Coureur                           | Pos              |
| 131              | Arnaud De Lie (BEL)               | 7e               |
| 132              | Thomas De Gendt (BEL)             | 74e              |
| 133              | Carlos Barbero (ESP)              | 95e              |
| 134              | Reinardt Janse van Rensburg (RSA) | 21e              |
| 135              | Filippo Conca (ITA)               | AB               |
| 136              | Rüdiger Selig (GER)               | AB               |
| 137              | Maxim Van Gils (BEL)              | 48e              |

| Sport Vlaanderen-Baloise SVB | Sport Vlaanderen-Baloise SVB | Sport Vlaanderen-Baloise SVB |
| ---------------------------- | ---------------------------- | ---------------------------- |
| Num                          | Coureur                      | Pos                          |
| 141                          | Rune Herregodts (BEL)        | 19e                          |
| 142                          | Jenno Berckmoes (BEL)        | 23e                          |
| 143                          | Alex Colman (BEL)            | 64e                          |
| 144                          | Gilles De Wilde (BEL)        | 34e                          |
| 145                          | Jens Reynders (BEL)          | 90e                          |
| 146                          | Aaron Van Poucke (BEL)       | 104e                         |
| 147                          | Sasha Weemaes (BEL)          | 89e                          |

| Trek-Segafredo TFS | Trek-Segafredo TFS   | Trek-Segafredo TFS |
| ------------------ | -------------------- | ------------------ |
| Num                | Coureur              | Pos                |
| 151                | Edward Theuns (BEL)  | 6e                 |
| 152                | Tony Gallopin (FRA)  | 13e                |
| 153                | Daan Hoole (NED)     | AB                 |
| 154                | Emīls Liepiņš (LAT)  | AB                 |
| 155                | Jacopo Mosca (ITA)   | 53e                |
| 156                | Simon Pellaud (SUI)  | 41e                |
| 157                | Otto Vergaerde (BEL) | 84e                |

| Bingoal Pauwels Sauces WB BWB | Bingoal Pauwels Sauces WB BWB | Bingoal Pauwels Sauces WB BWB |
| ----------------------------- | ----------------------------- | ----------------------------- |
| Num                           | Coureur                       | Pos                           |
| 161                           | Tom Paquot (BEL)              | 32e                           |
| 162                           | Louis Blouwe (BEL)            | 30e                           |
| 163                           | Cériel Desal (BEL)            | 100e                          |
| 164                           | Johan Meens (BEL)             | AB                            |
| 165                           | Laurenz Rex (BEL)             | 110e                          |
| 166                           | Quentin Venner (BEL)          | AB                            |
| 167                           | Tom Wirtgen (LUX)             | 47e                           |

| B&B Hotels-KTM BBK | B&B Hotels-KTM BBK          | B&B Hotels-KTM BBK |
| ------------------ | --------------------------- | ------------------ |
| Num                | Coureur                     | Pos                |
| 171                | Pierre Barbier (FRA)        | 97e                |
| 172                | Cyril Gautier (FRA)         | 28e                |
| 173                | Jonathan Hivert (FRA)       | 45e                |
| 174                | Pierre Rolland (FRA)        | 58e                |
| 175                | Sebastian Schönberger (AUT) | 24e                |
| 176                | Jordi Warlop (BEL)          | 12e                |

| Burgos-BH BBH | Burgos-BH BBH                  | Burgos-BH BBH |
| ------------- | ------------------------------ | ------------- |
| Num           | Coureur                        | Pos           |
| 181           | Jetse Bol (NED)                | 26e           |
| 182           | Ángel Fuentes (ESP)            | 96e           |
| 183           | Juan Antonio López-Cózar (ESP) | 94e           |
| 184           | Alex Molenaar (NED)            | 37e           |
| 185           | Felipe Orts (ESP)              | 101e          |
| 186           | Óscar Pelegrí (ESP)            | 92e           |
| 187           | Mihkel Räim (EST)              | AB            |